# Винокуров, Борис Алексеевич
Бори́с Алексе́евич Виноку́ров (1915, Мензелинск, Уфимская губерния — 11 февраля 1940, Карельский перешеек, Финляндия) — красноармеец Рабоче-крестьянской Красной Армии, участник польского похода РККА и советско-финской войны, Герой Советского Союза (1940).

## Биография
Борис Винокуров родился 9 января 1915 года в городе Мензелинске (ныне — Татарстан) в семье крестьянина. Русский.
Окончил начальную школу, после чего работал в колхозе.
В 1937 году Винокуров был призван на службу в Рабоче-крестьянскую Красную Армию. Участвовал в польском походе РККА и советско-финской войне, в ходе которой отличился. В звании красноармейца Винокуров командовал танком 398-го отдельного танкового батальона 50-й стрелковой дивизии 13-й армии Северо-Западного фронта.
11 февраля 1940 года в ходе штурма господствующей высоты танк Винокурова был подбит. Несмотря на вражеский огонь, Винокуров выбрался из танка и, взяв в руки пулемёт, пошёл в атаку, увлекая за собой пехотинцев. В том бою он погиб. Первоначально был похоронен в деревне Саркола. Позднее был перезахоронен в братское захоронение № 14 в посёлке Красноозёрное Приозерского района Ленинградской области.

## Награды
Указом Президиума Верховного Совета СССР от 7 апреля 1940 года за «образцовое выполнение боевых заданий командования на фронте борьбы с финской белогвардейщиной и проявленные при этом отвагу и геройство» красноармеец Борис Винокуров посмертно был удостоен высокого звания Героя Советского Союза. Также был награждён орденом Ленина.